# Vanzay
Vanzay település Franciaországban, Deux-Sèvres megyében. Lakosainak száma 242 fő (2022. január 1.). Vanzay Messé, Sainte-Soline, Brux, Chaunay és Sauzé-entre-Bois községekkel határos.

## Népesség
A település népessége az elmúlt években az alábbi módon változott:
| Lakosok száma | 201  | 210  | 223  | 237  | 246  | 252  | 258  | 250  | 242  |
|               | 2013 | 2015 | 2016 | 2017 | 2018 | 2019 | 2020 | 2021 | 2022 |